# Austrijska hokejska liga
Austrijska hokejska liga (njem. Österreichische Eishockey-Liga, prvi je razred austrijskog hokeja na ledu. Osnovana je 1923. Do sezone 2005./06. u ligi su nastupali isključivo austrijski klubovi, a danas u njoj nastupaju i klubovi iz susjednih zemalja, čime liga poprima regionalni karakter. U odabranom drušvu nastupaju klubovi iz Slovenije, Mađarske, Češke i Italije, a ranije i Hrvatske.
U razdobolju od 1939. do 1945. prvenstvo nije održano. Tijekom Drugog svjetskog rata, neki klubovi sudjelovali su u njemačkoj hokejaškoj ligi, zbog čega je klubovi Wiener EV (1940.) i EK Engelmann Wien (1939.) u svojoj riznici trofeja također imaju naslov njemačkog prvaka. 2003. godine EBEL liga dobila je ime po sponzoru Erste Banki. Kako je riječ o prvenstvu Austrije, strani klubovi u ligi ne mogu se okititi tim naslovom već se tituliraju prvakom EBEL-a.

## Povijest
Do 1965. godine austrijsko prvenstvo održavalo se po imenom Nationalliga A (hr. Nacionalna liga A), dok je niži rang natjecanja Nationalliga B bila podjeljenja u nekoliko skupina. U prvom razredu austrijske lige igralo je 8 klubova: EC KAC, Innsbruck Eislaufverein (IEV), Beč Ice Skating Association (WEVg), Sport Klub Ehrwald (SVE), EK Zell am See (CPB), ATSE Graz i Salzburg Eislaufverein (ETS).
Do sezone 2012./2013. u ligi EBEL natjecao se slovenski klub Acroni Jesenice, a u toj sezoni prestao je sudjelovati u toj ligi.

## Format natjecanja
Regularni dio sezone se sastoji od dva dijela. U prvom dijelu sezone klubovi odigraju 44 utakmice (svaki klub sa svakim po četiri puta). Nakon 44 kola, liga se dijeli na Ligu za plasman (njem. Platzierungsrunde) i Kvalifikacijsku ligu (njem. Qualifikationsrunde), svaku s po čest momčadi, koje se igraju dvokružnim sustavom (10 kola). U završnicu (playoff) napreduju sve momčadi iz Lige za plasman te dvije najbolje iz Kvalifikacijske lige. Utakmice četvrtzavršnice e se igraju po modelu Best-of-seven, što znači da se igra dok jedna momčad ne skupi četiri pobjede, a poluzavršnice i završnice Best'of'five (dok jedna momčad ne skupi tri pobjede). Do sezone 2012./13. su se sve runde doigravanja igrale kao Best-of-seven. Prednost domaćeg terena u završnici imaju ekipe koje su bile bolje rangirane u regularnom dijelu, što znači da momčadi koje su bile rangirane od prvog do četvrtog mjesta u regularnom dijelu prvenstva imaju prednost domaćeg terena pred momčadima koje su bile rangirane od petog do osmog mjesta. Posebnost doigravanja je i u tome što u prvoj rundi )četvrtzavršnici) momčadi (rangirane od 1. do 4. mjesta) biraju protivnike (od 5. do 8. mjesta), s tim da bolje plasirana momčad ima prva mogućnost odabira. U poluzavršnici se parovi spajaju po plasmanu u ligaškom dijelu (iz Lige za plasman i Kvalifikacijske lige). Neaustrijski klubovi završnicu igraju normalno kao i austrijski klubovi, ali se ne mogu okititi naslovom Austrijskog prvaka već se tituliraju prvakom EBEL lige.

### Pravila za klubove
Na sastanku svih klubova članova EBEL-a prihvaćene su neke promjene za sezonu 2009./10. posebice glede bodovanja igrača. Naglasak je na povećanju broja mladih igrača u sastavima. Klub je za utakmicu smio prijaviti do 22 igrača čija ukupna vrijednost ne smije premašiti 60 bodova. U prosjeku momčadi nastupaju s po tri igrača mlađa od 24 godine. Reprezentativci U20 vrijede pola boda, a reprezentativci mlađi od 24 godine jedan bod. Promijenilo se i bodovanje vratara. Reprezentativac U20 će vrijediti pola boda, mlađi od 24 godine bod, mlađi od 28 godina bod i pol, a stariji reprezentativci dva boda.
Također, u sezoni 2009./10. uvode se i obavezne kamere u golovima radi pomoći glavnom sucu. U svim dvoranama su postavljene kamere u golovima, te se glavni sudac mogao koristiti snimcima u rješavanju spornih trenutaka.

## Utakmica na otvorenom
U sezoni 2009./10. odigrana je i u EBEL-u utakmica na otvorenom. Na stadionu u Klagenfurtu snage su odmjerili KAC i Villacher SV. Na stadionu se natiskalo nešto više od 30 tisuća gledatelja, a pobjedu od 3:1 na kraju su odnijeli gosti iz Villacha. Medveščak je druga momčad iz lige koja je organizirala susrete na otvorenom. Medvjedi su zbog teniskog turnira Zagreb Indoors bili primorani iseliti iz Doma sportova, te su odigrali dvije utakmice na otvorenom pod nazivom Šalata Winter Classic 2010.

## Klubovi 2016./17.
- Vienna Capitals (Beč)
- Dornbirn Bulldogs (Dornbirn)
- Moser Medical Graz 99ers (Graz)
- TWK Innsbruck 'Die Haie' (Innsbruck)
- KAC (Klagenfurt)
- Liwest Black Wings (Linz)
- Red Bull (Salzburg)
- VSV (Villach)
- Orli (Znojmo)
- Südtirol Alperia (Bolzano)
- Fehervar AV 19 (Székesfehérvár)
- Olimpija (Ljubljana)

### Bivši klubovi EBEL lige (2003. – 04. – 2012./13.)
- VEU Feldkirch Feldkirch
- Medveščak (Zagreb)
- HK Jesenice Jesenice

## Dvorane
| Položaj dvorana na karti | Položaj dvorana na karti | Položaj dvorana na karti      | Položaj dvorana na karti | Položaj dvorana na karti |
| ------------------------ | --- | ----------------------------- | ------------------------ | ------------------------ |
|                          | KAC KlagenfurtGraz 99ersVSV VillachRed Bull SalzburgVienna CapitalsBlack Wings LinzOlimpija LjubljanaAlba Volán SzékesfehérvárMedveščak ZagrebOrli Znojmo |                               |                          |                          |
| EC KAC                   | EC VSV | Alba Volán Székesfehérvár     | EC Graz 99ers            | EHC Linz                 |
| Stadthalle Klagenfurt    | Stadthalle Villach | Ledena dvorana Székesfehérvár | Eisstadion Graz-Liebenau | Donauhalle               |
| Kapacitet: 5.088         | Kapacitet: 5.000 | Kapacitet: 3.500              | Kapacitet: 4.050         | Kapacitet: 3.500         |
|                          | |                               |                          |                          |
| Red Bull Salzburg        | HDD Olimpija Ljubljana | Vienna Capitals               | KHL Medveščak            |                          |
| Eisarena Salzburg        | Dvorana Tivoli | Albert-Schultz-Eishalle       | Dom sportova             |                          |
| Kapacitet: 3.200         | Kapacitet: 4.000 | Kapacitet: 6.000              | Kapacitet: 7.000         |                          |
|                          | |                               |                          |                          |

## Pregled klubova u EBEL-u
Ligaški dio / doigravanje 
| Sezona Klub               | 2003/04. | 2004/05. | 2005/06. | 2006/07. | 2007/08. | 2008/09. | 2009/10. | 2010/11. | 2011/12. | 2012/13. | 2013/14. | 2014/15. | 2015/16. | 2016./17. |
| ------------------------- | -------- | -------- | -------- | -------- | -------- | -------- | -------- | -------- | -------- | -------- | -------- | -------- | -------- | --------- |
| KAC Klagenfurt            | 1. / W   | 2. / F   | 5. /     | 7. /     | 2. / QF  | 1. / W   | 7. / QF  | 1. / F   | 5. / F   | 3. / W   | 9. /     | 8. / SF  | 8. / QF  | 3. / F    |
| Black Wings Linz          | 2. / SF  | 6. /     | 6. /     | 3. / SF  | 3. / SF  | 5. / SF  | 4. / F   | 5. / QF  | 1. / W   | 2. / SF  | 6. / SF  | 2. / SF  | 5. / SF  | 4. / QF   |
| VSV Villach               | 3. / F   | 4. / SF  | 2. / W   | 2. / F   | 5. / QF  | 4. / QF  | 5. / QF  | 4. / SF  | 9. /     | 6. / QF  | 5. / SF  | 6. / QF  | 7. / SF  | 10. /     |
| Graz 99ers                | 4. / SF  | 5. /     | 7. /     | 8. /     | 9. /     | 7. / QF  | 1. / QF  | 6. / QF  | 10. /    | 5. / QF  | 10. /    | 9. /     | 11. /    | 7. / QF   |
| Vienna Capitals (Beč)     | 5. /     | 1. / W   | 4. / SF  | 2. / SF  | 1. / SF  | 2. / SF  | 3. / SF  | 3. / SF  | 8. / QF  | 1. / F   | 3. / QF  | 5. / F   | 3. / QF  | 1. / W    |
| VEU Feldkirch             | 6. /     |          |          |          |          |          |          |          |          |          |          |          |          |           |
| HC Innsbruck              | 7. /     | 3. / SF  | 3. / SF  | 6. /     | 8. / QF  | 8. / QF  |          |          |          | 12. /    | 12. /    | 11. /    | 9. /     | 5. / QF   |
| Red Bull Salzburg         |          | 7. /     | 1. / F   | 1. / W   | 4./ W    | 3. / F   | 2. / W   | 2. / W   | 4. / QF  | 8. / SF  | 1. / F   | 1. / W   | 1. / W   | 2. / SF   |
| Jesenice                  |          |          |          | 5. /     | 6. / QF  | 6. / QF  | 9. /     | 10. /    | 11. /    |          |          |          |          |           |
| Olimpija Ljubljana        |          |          |          |          | 7. / F   | 10. /    | 10. /    | 7. / QF  | 6. / SF  | 9. /     | 11. /    | 12. /    | 12. /    | 11. /     |
| Alba Volán Székesfehérvár |          |          |          |          | 10. /    | 9. /     | 6. / QF  | 9. /     | 3. / QF  | 11. /    | 7. / QF  | 4. / QF  | 10. /    | 12. /     |
| Medveščak Zagreb          |          |          |          |          |          |          | 6. / SF  | 8. / QF  | 2. / SF  | 4. / QF  |          |          |          |           |
| Orli Znojmo               |          |          |          |          |          |          |          |          | 7. / QF  | 7. / QF  | 4. / QF  | 3. / QF  | 2. / F   | 8. / QF   |
| Dornbirn                  |          |          |          |          |          |          |          |          |          | 10. /    | 8. / QF  | 10. /    | 6. / QF  | 9. /      |
| Bolzano                   |          |          |          |          |          |          |          |          |          |          | 2. / W   | 7. / QF  | 4. / QF  | 6. / SF   |

Objašnjenja za doigravanje
- W - pobjednik lige
- F - finale
- SF - polufinale
- QF - četvrtfinale

## Završnice EBEL-a
| Sezona    | Br. klubova u ligi | Prvak (Pozicija u ligi)  | Finalna serija | Rezultati finalne serije (prvak vs. finalist) | Finalist doigravanja (Pozicija u ligi) | Prvak regularne sezone |
| --------- | ------------------ | ------------------------ | -------------- | --------------------------------------------- | -------------------------------------- | ---------------------- |
| 2003./04. | 7                  | KAC Klagenfurt (1.)      | 3-2            | 3:2, 2:1p, 1:2, 3:5, 3:2p                     | VSV Villach (3.)                       | KAC Klagenfurt         |
| 2004./05. | 7                  | Vienna Capitals Beč (1.) | 4-3            | 1:2, 2:1, 0:5, 5.4p, 1:3, 5:1, 6:2            | KAC Klagenfurt (2.)                    | Vienna Capitals Beč    |
| 2005./06. | 7                  | VSV Villach (2.)         | 4-2            | 3:2, 4:1, 0:3, 3:4, 6:2, 3:2p                 | Red Bulls Salzburg (1.)                | Red Bulls Salzburg     |
| 2006./07. | 8                  | Red Bulls Salzburg (1.)  | 4-1            | 2:0, 3:4p, 6:3, 3:0, 4:2                      | VSV Villach (2.)                       | Red Bulls Salzburg     |
| 2007./08. | 10                 | Red Bull Salzburg (4.)   | 4-2            | 2:3p, 3:1, 3:4p, 5:0bb, 5:0, 3:2              | Olimpija Ljubljana (7.)                | Vienna Capitals Beč    |
| 2008./09. | 10                 | KAC Klagenfurt (1.)      | 4-3            | 5:4p, 2:7, 3:6, 4:1, 3:0, 2:3p, 2:1           | Red Bull Salzburg (3.)                 | KAC Klagenfurt         |
| 2009./10. | 10                 | Red Bull Salzburg (2.)   | 4-2            | 2:3, 4:6, 6:3, 3:2, 3:2,4:3p                  | Liwest Black Wings Linz (4.)           | Graz 99ers             |
| 2010./11. | 10                 | Red Bull Salzburg (4.)   | 4-3            | 5:6, 6:3, 5:2, 1:2p, 2:3p, 5:2, 3:2p          | KAC Klagenfurt (1.)                    | KAC Klagenfurt         |
| 2011./12. | 11                 | Black Wings Linz (1.)    | 4-1            | 2:3, 3:2, 6:2, 4:1, :-1                       | KAC Klagenfurt (5.)                    | Black Wings Linz       |
| 2012./13. | 12                 | KAC Klagenfurt (3.)      | 4-0            | 1:0, 2:0p, 4:0, 5:3p                          | Vienna Capitals Beč (1.)               | Vienna Capitals Beč    |
| 2013./14. | 12                 | Bolzano (2.)             | 3-2            | 6:1, 4:2, 2:7, 3:5, 3:2                       | Red Bull Salzburg (1.)                 | Red Bull Salzburg      |
| 2014./15. | 12                 | Red Bull Salzburg (1.)   | 4-0            | 6:1, 5:4, 5:1, 4:3                            | Vienna Capitals Beč (5.)               | Red Bull Salzburg      |
| 2015./16. | 12                 | Red Bull Salzburg (1.)   | 4-2            | 4:2, 3:5, 3:7, 6:2, 4:2, 4:3                  | Orli Znojmo (2.)                       | Red Bull Salzburg      |
| 2016./17. | 12                 | Vienna Capitals Beč (1.) | 4-0            | 4:1, 5:4p, 7:5, 3:2                           | KAC Klagenfurt (3.)                    | Vienna Capitals Beč    |

 Objašnjenja za utakmice finalne serije:
- rezultat - utakmica na domaćem terenu za prvaka
- rezultat - utakmica u gostima
- p - nakon produžetka ili raspucavanja
- bb - neodigrana utakmica ili dodijeljena pobjeda

## Vanjske poveznice
- Službena stranica  Arhivirana inačica izvorne stranice od 7. veljače 2010. (Wayback Machine)